# Есконтни кредит
Есконтни кредит се сврстава међу најстарије врсте банкарских послова пласмана средстава.
У ширем смислу, ради се о куповини потраживања од стране банке пре рока њиховог доспећа. Дужност је банке, у овом послу, да у периоду од тренутка куповине до рока доспелости менице одбије камату (дисконт или есконт) и трошкове (есконтне провизије) од номиналне вредности есконтног кредита. 
У ужем смислу, овај кредит значи одобравање кредита од стране неке пословне банке на основу меница уз одбитак камате и трошкова око издавања есконтног кредита. 
Есконтоване меничне суме представљају основу за есконтни кредит.